# Premio Einstein
El Premio Einstein es un premio bienal establecido en 2003 y otorgado por la Sociedad Estadounidense de Física. Los ganadores son elegidos por sus destacados logros en el campo de la física gravitacional. El premio lleva el nombre de Albert Einstein (1879-1955), autor de las teorías de la relatividad especial y general. Se otorga cada dos años en años impares.

## Galardonados
Esta es una lista de los ganadores del Premio Einstein desde 2003:
| Año  | Galardonado          | Descripción | Referencia |
| ---- | -------------------- | --- | ---------- |
| 2003 | John A. Wheeler      | Por investigaciones pioneras en relatividad general, incluida la radiación gravitacional, la gravedad cuántica, los agujeros negros, las singularidades del espacio-tiempo y las simetrías en las ecuaciones de Einstein; y por el liderazgo y la inspiración para generaciones de investigadores en relatividad general.     | [ 2 ]      |
| 2003 | Peter G. Bergmann    | Por investigaciones pioneras en relatividad general, incluida la radiación gravitacional, la gravedad cuántica, los agujeros negros, las singularidades del espacio-tiempo y las simetrías en las ecuaciones de Einstein; y por el liderazgo y la inspiración para generaciones de investigadores en relatividad general.     | [ 3 ]      |
| 2005 | Bryce DeWitt         | Por una amplia gama de contribuciones originales a la física gravitatoria, especialmente en la gravedad cuántica, teorías de campo de gauge, reacción de radiación en el espacio-tiempo curvo y relatividad numérica; y por inspirar a una generación de estudiantes.                                                         | [ 4 ]      |
| 2007 | Rainer Weiss         | Por sus contribuciones fundamentales al desarrollo de detectores de ondas gravitacionales basados en interferometría óptica, que condujeron a la operación exitosa del Observatorio de interferometría láser de ondas gravitatorias.                                                                                          | [ 5 ]      |
| 2007 | Ronald Drever        | Por sus contribuciones fundamentales al desarrollo de detectores de ondas gravitacionales basados en interferometría óptica, que condujeron a la operación exitosa del Observatorio de interferometría láser de ondas gravitatorias.                                                                                          | [ 6 ]      |
| 2009 | James Hartle         | Por una amplia gama de contribuciones fundamentales a las estrellas relativistas, los campos cuánticos en el espacio-tiempo curvo y, especialmente, la cosmología cuántica. | [ 7 ]      |
| 2011 | Ezra T. Newman       | Por contribuciones sobresalientes a la teoría de la relatividad, incluido el formalismo de Newman-Penrose, la solución de Kerr-Newman, la esfera celeste y la teoría de la foliación nula. Por su pasión intelectual, generosidad y honestidad, que han inspirado y representado un modelo para generaciones de relativistas. | [ 8 ]      |
| 2013 | Irwin I. Shapiro     | Por sus contribuciones a las pruebas experimentales del sistema solar de las teorías relativistas de la gravedad, y en particular por proponer y medir el efecto Shapiro. | [ 9 ]      |
| 2015 | Jacob Bekenstein     | Por su innovador trabajo sobre la entropía de los agujeros negros, que lanzó el campo de la termodinámica de los agujeros negros y transformó el largo esfuerzo por unificar la mecánica cuántica y la gravitación. | [ 10 ]     |
| 2017 | Robert M. Wald       | Por contribuciones fundamentales a los estudios de gravedad clásica y semiclásica, en particular, el descubrimiento de la fórmula general para la entropía de los agujeros negros, y por desarrollar una formulación rigurosa de la teoría cuántica de campos en el espacio-tiempo curvo.                                     | [ 11 ]     |
| 2019 | Abhay Ashtekar       | Por numerosas y fundamentales contribuciones a la relatividad general, incluida la teoría de los agujeros negros, la gravedad cuántica canónica y la cosmología cuántica. | [ 12 ]     |
| 2021 | Clifford Martin Will | Por sus destacadas contribuciones a las pruebas de observación de la relatividad general con teorías de ondas gravitacionales, agujeros negros astrofísicos y estrellas de neutrones. | [ 13 ]     |
| 2021 | Saul Teukolsky       | Por sus destacadas contribuciones a las pruebas de observación de la relatividad general con teorías de ondas gravitacionales, agujeros negros astrofísicos y estrellas de neutrones. | [ 14 ]     |